# Canadian Professional Soccer League (1983)
|  | No s'ha de confondre amb Canadian Professional Soccer League II. |

La primera Canadian Professional Soccer League (CPSL) fou una competició de futbol del Canadà disputada el 1983. La següent competició professional al país fou la Canadian Soccer League el 1987.

## Classificació
Font:

### Temporada regular
| Equip                  | PJ | PG | PE | PP | GF | GC | Punts |
| ---------------------- | -- | -- | -- | -- | -- | -- | ----- |
| Edmonton Eagles        | 10 | 7  | 3  | 0  | 24 | 6  | 17    |
| Hamilton Steelers      | 12 | 4  | 4  | 4  | 22 | 20 | 12    |
| Inter-Montreal FC      | 8  | 5  | 1  | 2  | 15 | 8  | 11    |
| Mississauga Croatia SC | 13 | 4  | 1  | 8  | 16 | 31 | 9     |
| Calgary Mustangs       | 12 | 2  | 4  | 6  | 13 | 21 | 8     |
| Toronto Nationals      | 7  | 2  | 1  | 4  | 11 | 15 | 5     |

### Play-offs
|  | Semifinals          | Semifinals        |   |  | Final           | Final |  |
|  |                     |                   |   |  |                 |       |  |
|  |                     |                   |   |  |                 |       |  |
|  | Mississauga Croatia | 3 1 0             |   |  |                 |       |  |
|  | Hamilton Steelers   | 2 4 2             |   |  |                 |       |  |
|  |                     |                   |   |  |                 |       |  |
|  |                     |                   |   |  |                 |       |  |
|  |                     |                   |   |  | Edmonton Eagles | 2     |  |
|  |                     | Hamilton Steelers | 0 |  |                 |       |  |
|  |                     |                   |   |  |                 |       |  |
|  |                     |                   |   |  |                 |       |  |
|  |                     |                   |   |  |                 |       |  |
|  |                     |                   |   |  |                 |       |  |
|  | Edmonton Eagles     | 2 2               |   |  |                 |       |  |
|  | Calgary Mustangs    | 1 1               |   |  |                 |       |  |

## Jugadors destacats
Dos jugadors de la Canadian Professional Soccer League han estat inclosos al Canada Soccer Hall of Fame.
- Randy Samuel
- Mike Stojanovic